# Raúl Vicente Amarilla
Raúl Vicente Amarilla Vera (* 19. Juni 1960 in Luque) ist ein ehemaliger paraguayischer Fußballspieler und -trainer.

## Karriere
Amarilla debütierte im Alter von 17 Jahren für seinen Heimatklub Sportivo Luqueño. Schon bald, 1980 im Alter von 20 Jahren, wechselte er nach Spanien zu Real Saragossa. Von dort wurde er zunächst für eine Saison an Racing Santander ausgeliehen. In der Saison 1982/83 war er mit 19 Toren der zweitbeste Schütze in der spanischen Liga. Zwischen 1982 und 1983 bestritt er auch zwei Spiele für Spaniens U-21, wodurch es ihm später nicht möglich war für die paraguayische Nationalmannschaft zu spielen. 1985 wechselte er zum FC Barcelona. Nur in der ersten Saison zählte er noch zur Stammelf Barças. In den weiteren zwei Saisons war er nur Ergänzungsspieler. 1988 ging er wieder in die Heimat zu Club Olimpia. Die zweite Hälfte des Jahres 1989 spielte er leihweise bei Club América. 1990 gewann er mit Club Olimpia die Copa Libertadores, die Supercopa Sudamericana und die Recopa Sudamericana. Außerdem wurde er in diesem Jahr zu Südamerikas Fußballer des Jahres gewählt. Die letzte Saison seiner Profikarriere, 1993/94, verbrachte der Stürmer in Japan bei den Yokohama Flügels.
Später war er als Trainer von kleineren paraguayischen Klubs wie Club Sportivo San Lorenzo oder Sportivo Luqueño tätig. Bei der WM 2006 war er als Co-Trainer Paraguays an der Seite von Aníbal Ruiz tätig. Nachdem Ruiz nach der WM sein Amt niederlegte, war Amarilla interimsmäßig Trainer Paraguays, ehe Gerardo Martino 2007 übernahm.

## Familie
Sein gleichnamiger Sohn ist ebenfalls aktiver Profifußballspieler; weiters ist er mit dem ehemaligen Fußballspieler Romerito verwandt.

## Erfolge
- Spanische Meisterschaft: 1985
- Paraguayische Meisterschaft: 1988, 1993
- Spanischer Pokalsieger: 1988
- Copa Libertadores: 1990
- Supercopa Sudamericana: 1990
- Recopa Sudamericana: 1990
- Torschützenkönig der paraguayischen Primera División: 1988
- Torschützenkönig der Copa Libertadores: 1989
- Südamerikas Fußballer des Jahres: 1990